# Реслманія XII
«Реслманія» (англ. «WrestleMania», в хронології відома як «Реслманія XII») була дванадцятою Реслманією в історії. Шоу проходило 23 березня 1996 року у Анахаймі в Хонда-центр. Лого Реслманії XII було пародією на Лого 20th Century Fox.
Шоу коментували Вінс Макмегон і Джеррі «Король» Лоулер.
Матч між Бретом «Кілером» Гартом і Шоном Майклз став найдовшим в історії РеслМанії. Це була єдина Реслманія на якій відбувся тільки один матч за Титул.